# Dick Tol
Theodorus Maria „Dick“ Tol (* 21. August 1934 in Volendam; † 13. Dezember 1973 in Amsterdam) war ein niederländischer Fußballspieler. Er hatte den Spitznamen de Knoest, (dt: der Knoten).

## Karriere
Tol begann bei den Junioren des RKSV Volendam und wechselte 1955 in die Profimannschaft des Vereins in der Eerste Divisie. Bereits in seiner ersten Saison erzielte er 30 Tore. Bis zu seinem Karriereende war „De Knoest“ in jeder Saison bester Torschütze der Volendamer. 1958 erreichte er mit Volendam das Pokalfinale, das gegen Sparta Rotterdam mit 3:4 verloren wurde. Tol erzielte ein Tor.
In der Saison 1961/62 wurde er Torschützenkönig mit 27 erzielten Toren. Aufgrund seiner guten Leistungen wurde er für das Länderspiel der niederländischen Nationalmannschaft am 26. September 1962 gegen Dänemark berufen. Wegen einer Knöchelverletzung, die er sich drei Tage vor diesem Spiel zuzog, musste er seine Teilnahme absagen. Es blieb die einzige Einladung in die „Elftal“.
Der Rechtsfüßer spielte während seiner gesamten aktiven Laufbahn bis 1967 ausschließlich bei Volendam auf der Position des Mittelstürmers. Er starb im Alter von 39 Jahren an den Komplikationen einer Dickdarm-Operation.

## Erfolge
- Finalist des niederländischen Pokals (1958)
- Torschützenkönig in der Eredivisie (1962)
- Torschützenkönig in der Eerste Divisie (1957, 1967)